# Тоні Такер
Тоні Такер (англ. Tony Tucker; 27 грудня 1958) — американський професійний боксер, чемпіон світу за версією IBF (1987) у важкій вазі.

## Аматорська кар'єра
1979 року став чемпіоном Панамериканських ігор, здолавши в першому бою фаворита змагань чемпіона світу 1978 кубинця Сіксто Сорія, та кваліфікувався на Олімпійські ігри 1980, але через політичний бойкот ігор з боку більшості країн Заходу: США, ФРН, Японії, а також більшості ісламських країн, пропустив Олімпіаду 1980.
На Кубку світу 1979 став переможцем, здолавши трьох суперників, зокрема Альберта Ніколяна (СРСР) у фіналі.

## Професіональна кар'єра
Дебютував на профірингу 1980 року і впродовж 1980—1986 років здобув 33 перемоги (ще один бій був визнаний таким, що не відбувся).
30 травня 1987 року в бою за вакантний титул чемпіона світу за версією IBF у важкій вазі зустрівся з Джеймсом Дугласом і в десятому раунді 15-раундового поєдинку здобув перемогу технічним нокаутом.
1 серпня 1987 року зустрівся в об'єднавчому бою з чемпіоном WBA та WBC у важкій вазі Майком Тайсоном і зазнав поразки одностайним рішенням суддів.
Після поразки від Тайсона Такер повернувся на ринг більш ніж через два роки. Впродовж 1989—1992 років здобув чотирнадцять перемог, зокрема за очками над Орліном Норрісом та Олівером Макколом. 8 травня 1993 року вийшов на бій проти чемпіона WBC у важкій вазі британця Леннокса Льюїса і програв одностайним рішенням суддів.
Здобувши чотири перемоги, 8 квітня 1995 року, після того, як чемпіона WBA у важкій вазі Джорджа Формана позбавили титулу за відмову проводити захист проти Такера, вийшов на бій за вакантний титул чемпіона світу за версією WBA проти Брюса Селдона. Такер був фаворитом, але Селдон дуже ефективно використав свій джеб і заплющив Такеру ліве око, аж до того, що бій був зупинений лікарем біля рингу після семи раундів.
28 червня 1997 року востаннє вийшов на чемпіонський бій за вакантний титул чемпіона світу за версією WBO у важкій вазі проти британця Гербі Гайда і програв технічним нокаутом у другому раунді.